# Sloveens voetbalelftal in 2015
Het Sloveens voetbalelftal speelde in totaal negen officiële interlands in het jaar 2015, waaronder acht wedstrijden in de kwalificatiereeks voor de EK-eindronde 2016 in Frankrijk. Slovenië stond onder leiding van bondscoach Srečko Katanec. Op de in 1993 geïntroduceerde FIFA-wereldranglijst zakte Slovenië in 2015 van de 46ste (januari 2015) naar de 61ste plaats (december 2015).

## Balans
| Wedstrijden | Wedstrijden | Wedstrijden | Wedstrijden | Doelpunten | Doelpunten | Doelpunten | Punten |
| Gespeeld    | Winst       | Gelijk      | Verlies     | Voor       | Tegen      | Saldo      | Punten |
| ----------- | ----------- | ----------- | ----------- | ---------- | ---------- | ---------- | ------ |
| 9           | 3           | 2           | 4           | 15         | 11         | +4         | 0.889  |

## Interlands
|                                                   | |       |            |                                                                                     |
| 27 maart EK-kwalificatie № 204 «onderlinge duels» | Slovenië | 6 – 0 | San Marino | Stadion Stožice, Ljubljana Toeschouwers: 8.325 Scheidsrechter: Oliver Drachta (AUT) |
| 27 maart EK-kwalificatie № 204 «onderlinge duels» | Josip Iličić 10' Kevin Kampl 49' Andraž Struna 50' Milivoje Novakovič 52' Dejan Lazarević 73' Branko Ilić 88' |       |            | Stadion Stožice, Ljubljana Toeschouwers: 8.325 Scheidsrechter: Oliver Drachta (AUT) |

|                                                     |                         |       |          |                                                                                    |
| 30 maart Vriendschappelijk № 205 «onderlinge duels» | Qatar                   | 1 – 0 | Slovenië | Jassim bin Hamadstadion, Doha Toeschouwers: 200 Scheidsrechter: Kim Sang-woo (KOR) |
| 30 maart Vriendschappelijk № 205 «onderlinge duels» | Abdelkarim Fadlalla 46' |       |          | Jassim bin Hamadstadion, Doha Toeschouwers: 200 Scheidsrechter: Kim Sang-woo (KOR) |

|                                                  |                                        |       |                                                      |                                                                                       |
| 14 juni EK-kwalificatie № 206 «onderlinge duels» | Slovenië                               | 2 – 3 | Engeland                                             | Stadion Stožice, Ljubljana Toeschouwers: 15.700 Scheidsrechter: Alberto Undiano (ESP) |
| 14 juni EK-kwalificatie № 206 «onderlinge duels» | Milivoje Novakovič 37' Nejc Pečnik 84' |       | 57' Jack Wilshere 73' Jack Wilshere 86' Wayne Rooney | Stadion Stožice, Ljubljana Toeschouwers: 15.700 Scheidsrechter: Alberto Undiano (ESP) |

|                                                                |                                                        |       |                                          |                                                                                 |
| 5 september EK-kwalificatie № 207 «onderlinge duels» 20:45 uur | Zwitserland                                            | 3 – 2 | Slovenië                                 | St. Jakob Park, Bazel Toeschouwers: 25.750 Scheidsrechter: Pavel Královec (CZE) |
| 5 september EK-kwalificatie № 207 «onderlinge duels» 20:45 uur | Josip Drmić 80' Valentin Stocker 84' Josip Drmić 90+4' |       | 45' Milivoje Novakovič 48' Boštjan Cesar | St. Jakob Park, Bazel Toeschouwers: 25.750 Scheidsrechter: Pavel Královec (CZE) |

|                                                                |                  |       |         |                                                                                                |
| 8 september EK-kwalificatie № 208 «onderlinge duels» 20:45 uur | Slovenië         | 1 – 0 | Estland | Stadion Ljudski Vrt, Maribor Toeschouwers: 6.068 Scheidsrechter: Anastasios Sidiropoulos (GRE) |
| 8 september EK-kwalificatie № 208 «onderlinge duels» 20:45 uur | Robert Berić 63' |       |         | Stadion Ljudski Vrt, Maribor Toeschouwers: 6.068 Scheidsrechter: Anastasios Sidiropoulos (GRE) |

|                                                              |                    |       |                              |                                                                                     |
| 9 oktober EK-kwalificatie № 209 «onderlinge duels» 20:45 uur | Slovenië           | 1 – 1 | Litouwen                     | Stadion Stožice, Ljubljana Toeschouwers: 10.400 Scheidsrechter: Björn Kuipers (NED) |
| 9 oktober EK-kwalificatie № 209 «onderlinge duels» 20:45 uur | Valter Birsa 45+1' |       | 79' (pen.) Arvydas Novikovas | Stadion Stožice, Ljubljana Toeschouwers: 10.400 Scheidsrechter: Björn Kuipers (NED) |

|                                                               |            |                                   |          |                                                                                        |
| 12 oktober EK-kwalificatie № 210 «onderlinge duels» 20:45 uur | San Marino | 0 – 2                             | Slovenië | Stadio Olimpico, Serravalle Toeschouwers: 781 Scheidsrechter: Aleksandar Stavrev (MKD) |
| 12 oktober EK-kwalificatie № 210 «onderlinge duels» 20:45 uur |            | 54' Boštjan Cesar 74' Nejc Pečnik |          | Stadio Olimpico, Serravalle Toeschouwers: 781 Scheidsrechter: Aleksandar Stavrev (MKD) |

|                                                                  |                                            |       |          |                                                                            |
| 14 november Vriendschappelijk № 211 «onderlinge duels» 20:45 uur | Oekraïne                                   | 2 – 0 | Slovenië | Arena Lviv, Lviv Toeschouwers: 35.000 Scheidsrechter: Jonas Eriksson (SWE) |
| 14 november Vriendschappelijk № 211 «onderlinge duels» 20:45 uur | Andriy Jarmolenko 22' Jevhen Seleznjov 54' |       |          | Arena Lviv, Lviv Toeschouwers: 35.000 Scheidsrechter: Jonas Eriksson (SWE) |

|                                                                  |                   |       |                         |                                                                                      |
| 17 november Vriendschappelijk № 212 «onderlinge duels» 20:45 uur | Slovenië          | 1 – 1 | Oekraïne                | Stadion Ljudski Vrt, Maribor Toeschouwers: 12.500 Scheidsrechter: Cüneyt Çakır (TUR) |
| 17 november Vriendschappelijk № 212 «onderlinge duels» 20:45 uur | Boštjan Cesar 11' |       | 90+7' Andriy Yarmolenko | Stadion Ljudski Vrt, Maribor Toeschouwers: 12.500 Scheidsrechter: Cüneyt Çakır (TUR) |

## FIFA-wereldranglijst
| JAN | FEB | MAR | APR | MEI | JUN | JUL | AUG | SEP | OKT | NOV | DEC |
| --- | --- | --- | --- | --- | --- | --- | --- | --- | --- | --- | --- |
| 46  | 47  | 48  | 47  | 47  | 48  | 49  | 46  | 45  | 46  | 64  | 61  |

## Statistieken
| Samir Handanovič   | 1984-07-14 | Inter Milan            | 7 | 0 | 0 | 81 | 0  |
| Jan Oblak          | 1993-01-07 | Atlético Madrid        | 2 | 0 | 0 | 6  | 0  |
| Verdediging        |            |                        |   |   |   |    |    |
| Boštjan Cesar      | 1982-07-09 | Chievo Verona          | 8 | 0 | 3 | 88 | 9  |
| Branko Ilić        | 1983-02-06 | FK Astana              | 7 | 0 | 1 | 63 | 1  |
| Bojan Jokić        | 1986-05-17 | Nottingham Forest      | 7 | 0 | 0 | 75 | 1  |
| Andraž Struna      | 1989-04-23 | PAS Giannina           | 6 | 0 | 1 | 23 | 1  |
| Mišo Brečko        | 1984-05-01 | 1. FC Nürnberg         | 4 | 1 | 0 | 77 | 0  |
| Miral Samardžić    | 1987-02-17 | HNK Rijeka             | 1 | 1 | 0 | 7  | 0  |
| Petar Stojanović   | 1995-10-07 | Dinamo Zagreb          | 1 | 1 | 0 | 3  | 0  |
| Siniša Anđelković  | 1986-02-13 | US Palermo             | 1 | 0 | 0 | 5  | 0  |
| Dominic Maroh      | 1987-03-04 | 1. FC Köln             | 1 | 0 | 0 | 7  | 0  |
| Luka Krajnc        | 1994-09-19 | Cagliari               | 0 | 1 | 0 | 1  | 0  |
| Middenveld         |            |                        |   |   |   |    |    |
| Josip Iličič       | 1988-01-29 | AC Fiorentina          | 7 | 1 | 1 | 35 | 2  |
| Kevin Kampl        | 1990-10-09 | Bayer 04 Leverkusen    | 7 | 0 | 1 | 21 | 2  |
| Jasmin Kurtič      | 1989-01-10 | Atalanta Bergamo       | 7 | 0 | 0 | 30 | 1  |
| René Krhin         | 1990-05-21 | Granada CF             | 5 | 1 | 0 | 22 | 1  |
| Aleš Mertelj       | 1987-03-22 | NK Maribor             | 2 | 0 | 0 | 16 | 0  |
| Nejc Pečnik        | 1986-01-03 | JEF United             | 1 | 5 | 2 | 32 | 6  |
| Rajko Rotman       | 1989-03-19 | Büyükşehir B.          | 1 | 1 | 0 | 7  | 0  |
| Dalibor Stevanovič | 1984-09-27 | Mordovia Saransk       | 1 | 0 | 0 | 22 | 1  |
| Aanval             |            |                        |   |   |   |    |    |
| Valter Birsa       | 1986-08-07 | Chievo Verona          | 7 | 1 | 1 | 75 | 6  |
| Milivoje Novakovič | 1979-05-18 | NK Maribor             | 5 | 0 | 3 | 72 | 31 |
| Robert Berič       | 1991-06-17 | AS Saint-Étienne       | 3 | 2 | 1 | 9  | 1  |
| Andraž Kirm        | 1984-09-06 | Omonia Nicosia         | 3 | 1 | 0 | 69 | 6  |
| Dejan Lazarević    | 1990-02-15 | Antalyaspor            | 2 | 5 | 1 | 20 | 1  |
| Roman Bezjak       | 1989-02-21 | HNK Rijeka             | 1 | 2 | 0 | 8  | 0  |
| Tim Matavž         | 1989-01-13 | Genoa CFC              | 1 | 2 | 0 | 31 | 10 |
| Benjamin Verbič    | 1993-11-27 | FC Kopenhagen          | 1 | 0 | 0 | 1  | 0  |
| Zlatan Ljubijankič | 1983-12-15 | Urawa Red Diamonds     | 0 | 4 | 0 | 48 | 6  |
| Nik Omladič        | 1989-08-21 | Eintracht Braunschweig | 0 | 1 | 0 | 1  | 0  |